# Temeš
Temeš (ungarisch Divéktemes – bis 1907 Temes) ist eine Gemeinde in der West-Mitte der Slowakei mit 189 Einwohnern (Stand 31. Dezember 2024), die zum Okres Prievidza, einem Teil des Trenčiansky kraj, gehört.

## Geographie

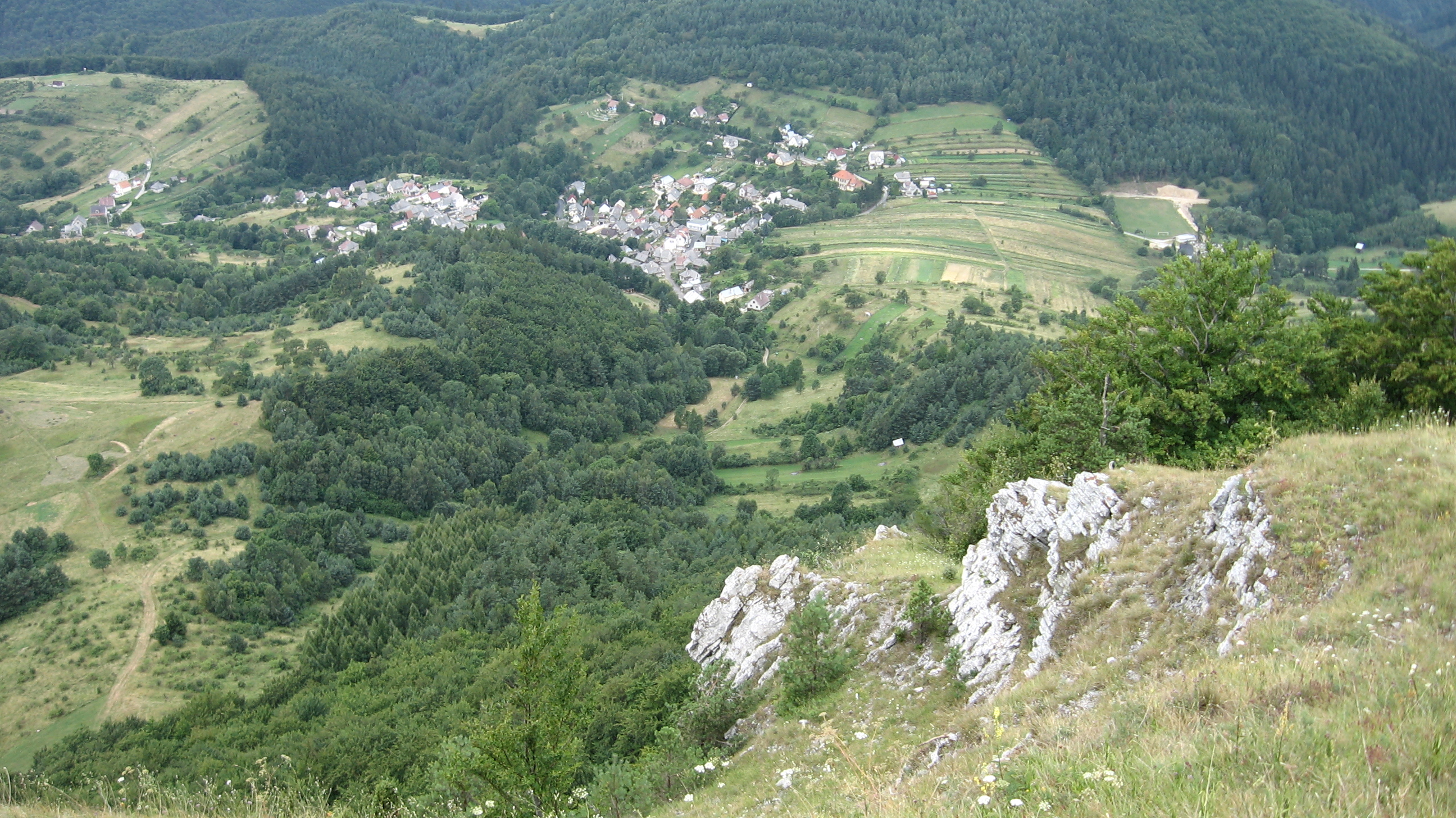
Blick auf Temeš vom Berg Temešská skala

Die Gemeinde befindet sich im südlichen Teil des Gebirges Strážovské vrchy am Bach Belanka im Einzugsgebiet der Nitrica. Oberhalb des Ortes erhebt sich der 910 m n.m. hohe Berg Temešská skala, seit 1986 als Naturreservat geschützt. Das Ortszentrum liegt auf einer Höhe von 520 m n.m. und ist 25 Kilometer von Prievidza entfernt.
Nachbargemeinden sind Čavoj im Norden und Nordosten, Nevidzany im Südosten, Liešťany im Südwesten und Valaská Belá im Westen.

## Geschichte
Temeš wurde zum ersten Mal 1332 als Temes und ein Jahr später als Lehota Temes vocata schriftlich erwähnt. Das Dorf war Besitz der Familie Bossányi und 1432–1433 von hussitischen Anhängern geplündert. 1715 gab es acht Haushalte in Temeš, 1778 hatte die Ortschaft 29 Haushalte, 1828 zählte man 34 Häuser und 238 Einwohner, die als Drahtbinder, Hirten, Landwirte, Viehhalter und Weber beschäftigt waren.
Bis 1918 gehörte der im Komitat Neutra liegende Ort zum Königreich Ungarn und kam danach zur Tschechoslowakei beziehungsweise heute Slowakei. 1924 brannten 42 von 46 Häusern im Ort nieder.

## Bevölkerung
| Jahr                | 1994 | 2004     | 2014     | 2024     |
| ------------------- | ---- | -------- | -------- | -------- |
| Anzahl der Personen | 324  | 289      | 234      | 189      |
| Unterschied         |      | −10,80 % | −19,03 % | −19,23 % |

| Jahr                | 2023 | 2024    |
| ------------------- | ---- | ------- |
| Anzahl der Personen | 198  | 189     |
| Unterschied         |      | −4,54 % |

Nach der Volkszählung 2011 wohnten in Temeš 254 Einwohner, davon 250 Slowaken sowie jeweils zwei Russen und Ukrainer.
215 Einwohner bekannten sich zur römisch-katholischen Kirche, zwei Einwohner zur griechisch-katholischen Kirche und ein Einwohner zur Evangelischen Kirche A. B.; vier Einwohner bekannten sich zu einer anderen Konfession. 35 Einwohner waren konfessionslos und bei einem Einwohner wurde die Konfession nicht ermittelt.